# Afghanistan Rugby Federation
Die Afghanistan Rugby Federation (AFR) ist der offizielle Rugby-Verband der Islamischen Republik Afghanistan.
Ziel des AFR ist es, junge afghanische Spieler und die Nationalmannschaft international wettbewerbsfähig zu machen. Auf diese Weise soll dazu beigetragen werden, den Nationalstolz und Zusammenhalt unter den talentierten jungen Afghanen zu stärken.

## Hintergrund

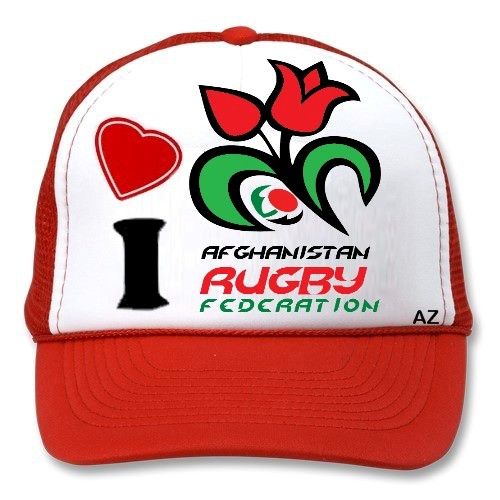
Werbung auf der Mütze für den ARF

Afghanistan hat eine einheimische Sportart, die eine gewisse Ähnlichkeit mit Rugby hat. Dieser Sport nennt sich Buzkashi und kann mit einer Kreuzung zwischen Rugby und Polo verglichen werden. Das Ziel des Spielers ist es, den Kadaver einer kopflosen Ziege oder eines Schafs zu packen und vor dem Gegner über die Torlinie zu bringen. Das Spiel wurde von der Society for Creative Anachronism in den 70er Jahren als „Sheep Rugby“ bezeichnet. Rugby wurde in Afghanistan nur sporadisch gespielt, oft durch eindringende Armeen. Das Spiel wurde zuerst aus Britisch-Indien eingeführt und wurde von britischen Truppen gespielt. Nach deren Abzug verschwand das Interesse am Spiel. In jüngster Zeit wurde Rugby durch ausländische Kräfte wieder eingeführt und wurde unter britischen, australischen, französischen, kanadischen und sogar amerikanischen Truppen in ihren Feldlagern gemeinsam gespielt. Das afghanische Volk konnte diese jedoch nicht beim Spielen beobachten.

## Geschichte

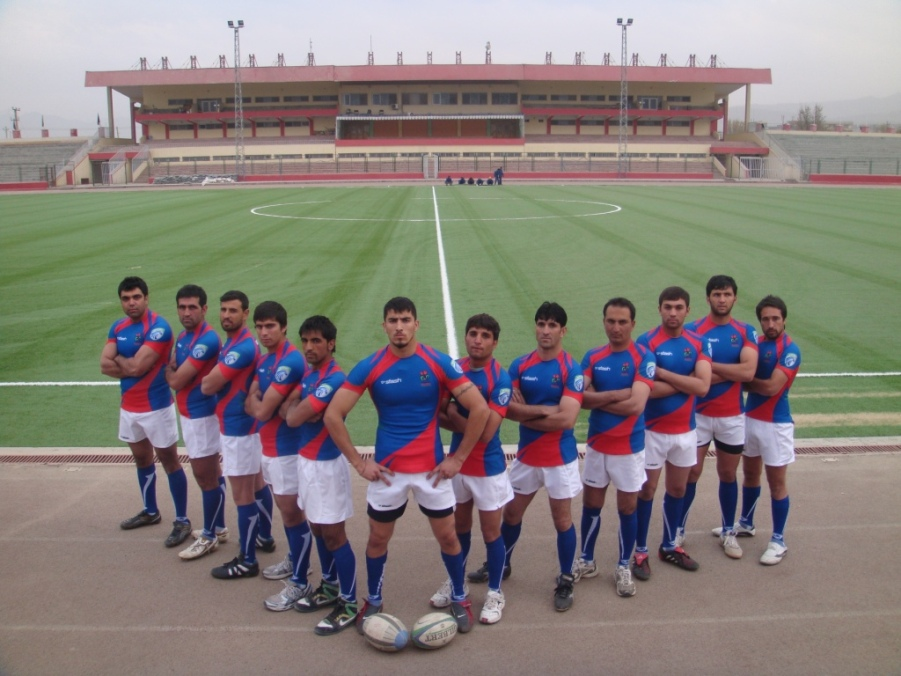
Afghanische Rugbymannschaft

Die Afghanistan Rugby Federation (ARF) wurde offiziell am 20. Mai 2011 gegründet mit dem Ziel und der Absicht, Rugby in Afghanistan bald zu einer Sportart zu machen. Der ARF ist beim Nationalen Olympischen Komitee registriert und wird von der Islamischen Republik Afghanistan genehmigt. Die Afghanistan Rugby Federation ist im Prozess der Entwicklung zu einer landesweiten Organisation. Der ARF ist sich sicher, dass Rugby nur gedeihen wird, wenn das  Spiel durch eine große Zahl von Angehörigen der jungen Generation gespielt wird und hat einen Plan für „Afghanisches Schul-Rugby“ (ASR). Mit diesem Projekt soll die Sportart in Afghanistan populärer gemacht werden und Drogenabhängigkeit und kriminelle Aktivitäten der jungen Generation durch sportliche Betätigung reduziert werden.